# Raja Bahari
Raja Emil Bahari, född 25 juni 1980 i Malmö, är en svensk författare. År 2022 nominerades Bahari till Sveriges Radios novellpris.